# Поні (Техас)
Поні (англ. Pawnee) — переписна місцевість (CDP) в США, в окрузі Бі штату Техас. Населення — 140 осіб (2020).

## Географія
Поні розташоване за координатами 28°38′54″ пн. ш. 98°0′30″ зх. д. / 28.64833° пн. ш. 98.00833° зх. д. (28.648346, -98.008284).  За даними Бюро перепису населення США в 2010 році переписна місцевість мала площу 13,59 км², уся площа — суходіл.

## Демографія
Згідно з переписом 2010 року, у переписній місцевості мешкало 166 осіб у 60 домогосподарствах у складі 46 родин. Густота населення становила 12 осіб/км².  Було 77 помешкань (6/км²).
Расовий склад населення:
| - 83,7 % — білих - 6,0 % — осіб інших рас |

До двох чи більше рас належало 10,2 %. Частка іспаномовних становила 76,5 % від усіх жителів.
За віковим діапазоном населення розподілялося таким чином: 25,3 % — особи молодші 18 років, 56,0 % — особи у віці 18—64 років, 18,7 % — особи у віці 65 років та старші. Медіана віку мешканця становила 41,7 року. На 100 осіб жіночої статі у переписній місцевості припадало 104,9 чоловіків;  на 100 жінок у віці від 18 років та старших — 96,8 чоловіків також старших 18 років.
Середній дохід на одне домашнє господарство  становив 66 651 долар США (медіана — 61 875), а середній дохід на одну сім'ю — 74 468 доларів (медіана — 62 054). Медіана доходів становила 44 306 доларів для чоловіків та 26 563 долари для жінок. 
Цивільне працевлаштоване населення становило 88 осіб. Основні галузі зайнятості: освіта, охорона здоров'я та соціальна допомога — 34,1 %, транспорт — 18,2 %, роздрібна торгівля — 17,0 %.